# Miqdad ibn Aswad
al-Mokdâd ibn Amr al-Bahrani (590?-666),,,,,,, (arabe : مقداد بن عمرو البهراني) est un compagnon de Mahomet.

## Origines
Nous ne possédons que des données fragmentaires sur Mokdad ibn Aswad. D'après les chroniqueurs, Miqdad serait né en Syrie, et aurait pour nom Mokdad Al Bahrani (en référence à la tribu des banu Bahra),,,. Il serait issu d'une famille de commerçants, tuée par un groupe de brigands, et dont il aurait été le seul survivant,. Après avoir fui dans le désert, il sera arrivé à Damas, où il sera recueilli par un esclave noir,, venant d'être affranchi et qui l’élèvera comme un fils, ce qui lui vaudra le nom de Ibn Al Aswad, ce qui signifie le « fils du noir » en langue arabe,,. Selon une autre version il aura versé du sang dans sa tribu de Bahra et fui chez les Kindites, avant d'à nouveau verser du sang chez les Kindites et échouer à La Mecque où il sera adopté par al Aswad. Selon d'autres versions il serait Kindite par sa mère, ou Abyssin. D'après Pierre Bonte ces divergences de récits sont des artéfacts de l'importance de la noblesse de la lignée dans les tribus archaïques arabes. De même, les versions sur son adoption dans un système de hilf et de mawla est une autre trace anthropologique des usages arabes de l'époque.

## Conversion à l'islam
Il se serait converti à l'islam à ses débuts, devenant un des disciples de Mahomet (570-632), avec qui il est décrit comme ayant participé à plusieurs batailles, dont la grande bataille de Badr,,,,,, et aurait participé à d'autres batailles après son décès, notamment en Syrie. Il aurait émigré en Abyssinie lors du second exode, et serait arrivé à Yathrib lorsque Mahomet y émigra. Il est mort sous les Omeyyades en 666 à l'âge de 76 ans à une dizaine de kilomètres de Médine et a été enterré au cimetière de Janna al-Baqî`,,,.

## Influence historique
Mokdad ibn Aswad a une grande importance dans l'islam chiite, de par le fait qu'il compte parmi les compagnons vénérés ayant pris le parti d'Ali ibn Abi Talib lors des confrontations contre Muʿāwiyah Ier,. Ainsi les chiites irakiens croient que la ville de Muqdadiyah (en) dériverait du prénom de Mokdad, ibn Aswad.

### Hadiths chiites et Mokdad ibn Aswad
Le Prophète a dit : « Il y a quatre personnes qu’Allah m’a ordonné d’aimer parce que lui-même les aime ». Les compagnons qui l’entouraient demandèrent : « Et qui sont ces quatre personnes ? » Il répondit : « Ce sont Ali, Mokdad, Salman et Abou Dharr. » (Les trois autres Sahabas ayant pris le parti de Ali ibn Abi Talib contre Muʿāwiyah.)
D’après Mokdad ibn Aswad : « J'ai entendu le Messager d'Allah dire : " Il n'y aura plus sur la terre une maison d'argile ou de poils sans qu'il (al-Mahdi) n'y fasse entrer le témoignage de l'islam, de gré ou de force. Soit en les rendant puissants si Allah en fait des adeptes de cette religion, soit en les humiliant en sorte qu'ils le suivent par soumission" (Selon Majma' al-Bayân fî Tafsîr al-Qor'ân (en), al-Tabarsi, 5/35.)

## Ouvrages spécialisés
- Pierre Bonte, Edouard Conte, Constant Hamès, Abdel Wedoud Ould Cheikh, al-Ansâb, Anthropologie historique de la société tribale arabe ; éd. De la Maison des Sciences de l'Homme de Paris. Paris, 1991 262 p.  (ISBN 2-7351-0426-5)
- (en) Monique Bernards et John Nawas, Patronate and Patronage in Early and Classical Islam,  (ISBN 9789004144804) 2005 éd. Brill, 514 p.
- (en)Sayed Ammar Kakshawani (en), The Ten Granted Paradise ; éd. UMMA publishing house. Washington 2014 270 p.  (ISBN 978-0-9903740-0-8)
- (en) Muhammad Husayn Haykal, (traducteur : Ismail al-Faruqi) ; The Life of Muhammad,  (ISBN 978-0892591374 et 0892591374) éd. Islamic Book Service 2005 736 p.
- (tr) Ertürk Mustafa, TDV İslâm Ansiklopedisi (article : MİKDÂD b. AMR), p. 49-50 Tome 30, (Istanbul) 2005 éd. Türkiye Diyanet Vakfı.  (ISBN 975-389-402-3)